# Maison Bosard
La maison Bosard est une maison double classée située dans la ville de Verviers en Belgique (province de Liège).

## Localisation
Cette maison double est située aux nos 2, 4  et 6 de la place Sommeleville, à l'est du centre ville de Verviers. Elle se situe entre l'ancienne maison Édouard de Biolley, immeuble aussi classé sis au no 8, et le premier immeuble de la rue Sècheval. La maison sise aux nos 4 et 6 se situe à gauche et la maison sise au no 2, à droite.

## Historique
La demeure a été vraisemblablement construite au cours du XVIIe siècle. Le rez-de-chaussée a été complètement remanié pendant le XIXe siècle. L'immeuble a été la propriété des Sœurs de la Charité qui le cèdent en piteux état pour un franc symbolique à la ville de Verviers, à la fin des années 1980. Une restauration s'opère de 1994 à 1996.

## Description

### Façade duno4/6
Le colombage présent sur les deux étages et demi est renforcé par une ossature en bois formant quarante croix de Saint-André placées aux allèges des baies vitrées des étages.

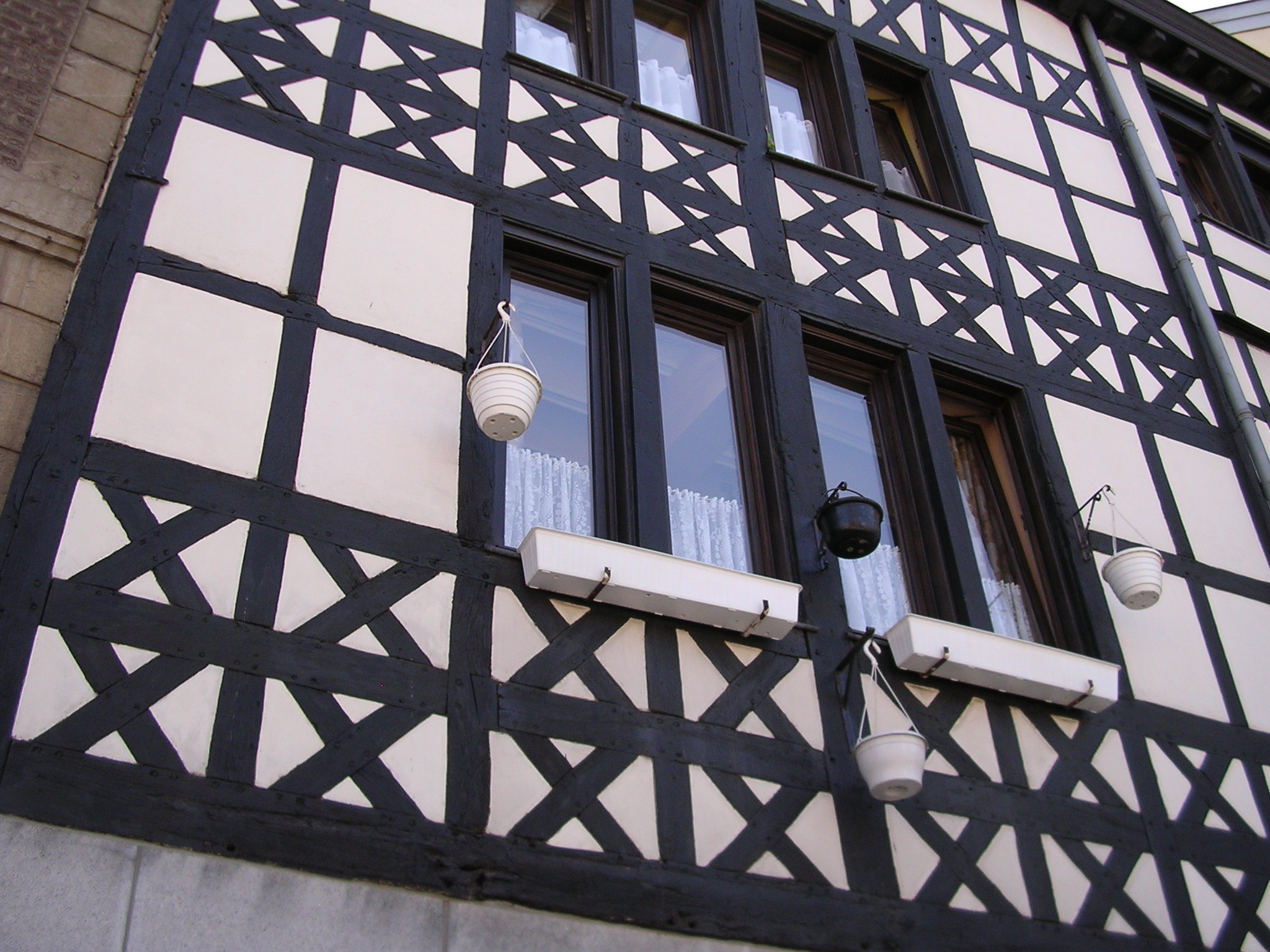
Détail des étages du no 4/6

### Façade duno2
La façade possède deux travées et quatre niveaux (trois étages). Les trois étages sont formés par un colombage avec uniquement des pans de bois horizontaux et verticaux. Ce colombage plus tardif et moins travaillé date du XVIIIe siècle. La façade arrière est également réalisée en colombage et briques peintes.